# Santiago Umba
Abner Santiago Umba López (Arcabuco, Boyacá, 20 de noviembre de 2002) es un ciclista profesional colombiano. Desde 2025 corre para el equipo profesional kazajo XDS Astana Development Team de caetgoría Continental.

## Palmarés
2021
- 1 etapa del Tour de Alsacia
- 1 etapa del Tour de Saboya

## Resultados en Grandes Vueltas
| Carrera | Carrera         | 2021 | 2022 | 2023 | 2024  |
| ------- | --------------- | ---- | ---- | ---- | ----- |
|         | Giro de Italia  | —    | —    | —    | —     |
|         | Tour de Francia | —    | —    | —    | —     |
|         | Vuelta a España | —    | —    | —    | 106.º |

―: no participa
Ab.: abandono

## Equipos
- Arcabuco-Ingeniería de Vías (2020)
- Androni Giocattoli/GW Shimano[2][3] (2021-2023)
  - Androni Giocattoli-Sidermec (2021)
  - Drone Hopper-Androni Giocattoli (2022)
  - GW Shimano-Sidermec (2023)
- Astana Qazaqstan Team (2024)
- XDS Astana Development Team (2025-)